# Abutilon haitiense
Abutilon haitiense är en malvaväxtart som beskrevs av Ignatz Urban. Abutilon haitiense ingår i släktet klockmalvor, och familjen malvaväxter. Inga underarter finns listade i Catalogue of Life.